# محمد السید (بازیکن فوتبال اهل مصر)
محمد السید (انگلیسی: Mohamed El-Sayed؛ زادهٔ) بازیکن فوتبال اهل مصر است.
از باشگاه‌هایی که در آن بازی کرده‌است می‌توان به باشگاه فوتبال السکه الحدید اشاره کرد.
وی همچنین در تیم ملی فوتبال مصر بازی کرده‌است.